# Puntate di Melevisione (quinta stagione)
La quinta stagione  di Melevisione venne trasmessa tra il 2002 e il 2003 ed è composta da 144 puntate (115 regolari e 29 rubriche).
La Melevisione andava in onda regolarmente dal lunedì al giovedì; ogni venerdì, invece, andava in onda la rubrica Il diario di Tonio Cartonio, dove il folletto raccontava gli avvenimenti della settimana.

## Cast
| Personaggio        | Interprete                 |
| ------------------ | -------------------------- |
| Tonio Cartonio     | Danilo Bertazzi            |
| Strega Salamandra  | Roberta Triggiani          |
| Radio Gufo         | Guido Ruffa                |
| Lupo Lucio         | Guido Ruffa                |
| Principessa Odessa | Carlotta Jossetti          |
| Genio Abù Zazà     | Fabio Troiano              |
| Orco Rubio         | Giuseppe Loconsole         |
| Fata Lina          | Paola D'Arienzo            |
| Principe Giglio    | Enrico Dusio               |
| Balia Bea          | Licia Navarrini            |
| Nina Corteccia     | Marina Rocco               |
| Gnomo Ronfo        | Giancarlo Judica Cordiglia |
| Gnoma Linfa        | Olivia Manescalchi         |
| Re Quercia         | Diego Casale               |
| Cuoco Basilio      | Lando Francini             |
| Gipo Scribantino   | Oreste Castagna            |

## Episodi
Gli episodi evidenziati in giallo sono stati inclusi ne I Classici della Melevisione. Gli episodi evidenziati in azzurro appartengono alla rubrica Il diario di Tonio Cartonio.
| Nº tot. | Nº  | Prima TV ita                                | Nome della puntata                         | Tema                  | Personaggi presenti | Canzone                             |
| ------- | --- | ------------------------------------------- | ------------------------------------------ | --------------------- | --- | ----------------------------------- |
| 1       | 1   | 28 ottobre 2002                             | Il chiosco alla rovescia                   | Capovolgimenti        | Tonio Cartonio, Strega Salamandra, Gnoma Linfa, Gnomo Ronfo, Principe Giglio |                                     |
| 2       | 2   | 29 ottobre 2002                             | Vietato giocare                            | Giochi all'aperto     | Tonio Cartonio, Balia Bea, Gnoma Linfa, Gnomo Ronfo, Principe Giglio |                                     |
| 3       | 3   | 30 ottobre 2002                             | La beffa del pirata                        | Pirati                | Nina Corteccia, Genio Abù Zazà, Gnoma Linfa, Gnomo Ronfo, Orco Rubio | "Stanno arrivando i pirati"         |
| 4       | 4   | 31 ottobre 2002                             | Acqua corrente                             | Acqua corrente        | Tonio Cartonio, Fata Lina, Gnoma Linfa, Gnomo Ronfo, Orco Rubio |                                     |
| 5       |     | 1 novembre 2002                             | Il diario di Tonio Cartonio 1              |                       | Tonio Cartonio |                                     |
| 6       | 5   | 4 novembre 2002                             | La palla stregata                          | Calcio                | Tonio Cartonio, Lupo Lucio, Gnoma Linfa, Gnomo Ronfo, Orco Rubio |                                     |
| 7       | 6   | 5 novembre 2002                             | Nei panni dell'altro                       | Ruoli                 | Tonio Cartonio, Principessa Odessa, Principe Giglio, Genio Abù Zazà |                                     |
| 8       | 7   | 6 novembre 2002                             | Ancora un altro ballo                      | Malintesi             | Nina Corteccia, Balia Bea, Principessa Odessa, Principe Giglio | "La Gigabrace"                      |
| 9       | 8   | 7 novembre 2002                             | Il diario stregato                         | Diari                 | Tonio Cartonio, Strega Salamandra, Principessa Odessa, Genio Abù Zazà |                                     |
| 10      |     | 8 novembre 2002                             | Il diario di Tonio Cartonio 2              |                       | Tonio Cartonio |                                     |
| 11      | 9   | 11 novembre 2002                            | La storia nel sacco                        | Sciupafiabe           | Tonio Cartonio, Fata Lina, Balia Bea, Orco Rubio |                                     |
| 12      | 10  | 12 novembre 2002                            | Don Ronfo e Giglio Panza                   | Cavalleria            | Tonio Cartonio, Gnoma Linfa, Gnomo Ronfo, Principe Giglio, Lupo Lucio |                                     |
| 13      | 11  | 13 novembre 2002                            | La padrona del chiosco                     | Avidità               | Nina Corteccia, Strega Salamandra, Fata Lina, Gnoma Linfa, Gnomo Ronfo | "Voglio, voglio!"                   |
| 14      | 12  | 14 novembre 2002                            | Vento ladrone colpisce ancora              | Metalli               | Tonio Cartonio, Fata Lina, Strega Salamandra, Principe Giglio |                                     |
| 15      |     | 15 novembre 2002                            | Il diario di Tonio Cartonio 3              |                       | Tonio Cartonio |                                     |
| 16      | 13  | 18 novembre 2002                            | Orco Rosso e Balia Verde                   | Carne e verdure       | Tonio Cartonio, Orco Rubio, Balia Bea, Fata Lina |                                     |
| 17      | 14  | 19 novembre 2002                            | Mamma lupo                                 | Uccelli di fiaba      | Tonio Cartonio, Lupo Lucio, Gnoma Linfa, Gnomo Ronfo, Genio Abù Zazà |                                     |
| 18      | 15  | 20 novembre 2002                            | La strega cambia casa                      | Traslochi             | Tonio Cartonio, Principessa Odessa, Strega Salamandra, Genio Abù Zazà | "Ce l'hanno con me"                 |
| 19      | 16  | 21 novembre 2002                            | Sangue di principe                         | Sangue                | Tonio Cartonio, Principessa Odessa, Principe Giglio, Genio Abù Zazà |                                     |
| 20      |     | 22 novembre 2002                            | Il diario di Tonio Cartonio 4              |                       | Tonio Cartonio |                                     |
| 21      | 17  | 25 novembre 2002                            | La magia dell'arte                         | Arte                  | Tonio Cartonio, Fata Lina, Strega Salamandra, Principe Giglio |                                     |
| 22      | 18  | 26 novembre 2002                            | Il milione di Tonio                        | Marco Polo            | Tonio Cartonio, Gnoma Linfa, Gnomo Ronfo, Principessa Odessa, Lupo Lucio |                                     |
| 23      | 19  | 27 novembre 2002                            | Il tesoro dell'orco                        | Tesori                | Nina Corteccia, Strega Salamandra, Orco Rubio, Principe Giglio | "Un tesoro per te"                  |
| 24      | 20  | 28 novembre 2002                            | La vendetta di Balia Bea                   | Vendetta              | Tonio Cartonio, Balia Bea, Fata Lina, Principe Giglio |                                     |
| 25      |     | 29 novembre 2002                            | Il diario di Tonio Cartonio 5              |                       | Tonio Cartonio |                                     |
| 26      | 21  | 9 dicembre 2002                             | Un amico in più                            | Adozioni a distanza   | Tonio Cartonio, Principessa Odessa, Fata Lina, Lupo Lucio |                                     |
| 27      | 22  | 10 dicembre 2002                            | Un genio di troppo                         | Magia                 | Tonio Cartonio, Genio Abù Zazà, Lupo Lucio, Orco Rubio |                                     |
| 28      | 23  | 11 dicembre 2002                            | Tutti per uno                              | Amicizia              | Balia Bea, Fata Lina, Lupo Lucio, Genio Abù Zazà | "Amici per la pelle"                |
| 29      | 24  | 12 dicembre 2002                            | Un fotografo speciale                      | Fotografia            | Tonio Cartonio, Fata Lina, Lupo Lucio, Orco Rubio |                                     |
| 30      |     | 13 dicembre 2002                            | Il diario di Tonio Cartonio 6              |                       | Tonio Cartonio |                                     |
| 31      | 25  | 16 dicembre 2002                            | Musica per orchi                           | Strumenti musicali    | Tonio Cartonio, Orco Rubio, Fata Lina, Strega Salamandra |                                     |
| 32      | 26  | 17 dicembre 2002                            | Il linguaggio dei fiori                    | Fiori                 | Tonio Cartonio, Genio Abù Zazà, Fata Lina, Strega Salamanadra |                                     |
| 33      | 27  | 18 dicembre 2002                            | Il teatro delle fiabe                      | Teatro                | Tonio Cartonio, Gnoma Linfa, Gnomo Ronfo, Fata Lina, Lupo Lucio | "Il teatro delle fiabe"             |
|         |     | Non andata in onda                          | La scatola catturasuoni                    | Il registratore       | Tonio Cartonio, Gnomo Ronfo, Gnoma Linfa, Strega Salamandra, Fata Lina |                                     |
| 34      |     | 20 dicembre 2002                            | Il diario di Tonio Cartonio 7              |                       | Tonio Cartonio |                                     |
| 35      | 28  | 23 dicembre 2002                            | L'anello di Re Salmone                     | Capricci              | Tonio Cartonio, Fata Lina, Principessa Odessa, Gnoma Linfa, Gnomo Ronfo |                                     |
| 36      | 29  | 24 dicembre 2002                            | L'albero di Natale                         | Albero di Natale      | Tonio Cartonio, Fata Lina, Orco Rubio, Gnoma Linfa, Gnomo Ronfo |                                     |
| 37      | 30  | 25 dicembre 2002                            | Superdiario: Un Natale coi fiocchi         | Natale                | Tonio Cartonio, Genio Abù Zazà |                                     |
| 38      | 31  | 26 dicembre 2002                            | Tanti auguri Lupo Lucio!                   | Riciclo               | Tonio Cartonio, Lupo Lucio, Principessa Odessa, Principe Giglio |                                     |
| 39      |     | 27 dicembre 2002                            | Il diario di Tonio Cartonio 8              |                       | Tonio Cartonio |                                     |
| 40      | 32  | 29 dicembre 2002 (Speciale in prima serata) | SPECIALE Natale: Una sorpresa per il Re    | Natale Il cinema      | Tonio Cartonio, Nina Corteccia, Gnoma Linfa, Gnomo Ronfo, Re Quercia, Fata Lina, Strega Salamandra, Principessa Odessa, Principe Giglio, Cuoco Basilio, Balia Bea, Genio Abù Zazà, Lupo Lucio, Orco Rubio | "Chiamala pure festa"               |
| 41      | 33  | 30 dicembre 2002                            | La forza di Tonio                          | Forza                 | Tonio Cartonio, Strega Salamandra, Orco Rubio, Principe Giglio | "I muscoli degli orcoli"            |
| 42      | 34  | 31 dicembre 2002                            | Superdiario: Un pignalento in più          | Capodanno             | Tonio Cartonio, Gnoma Linfa, Gnomo Ronfo |                                     |
| 43      | 35  | 1 gennaio 2003                              | Superdiario: Parola di lupo                | Diario                | Tonio Cartonio, Lupo Lucio |                                     |
| 44      | 36  | 2 gennaio 2003                              | Questa sera pioverà                        | Esami                 | Tonio Cartonio, Strega Salamandra, Fata Lina, Genio Abù Zazà |                                     |
| 45      |     | 3 gennaio 2003                              | Il diario di Tonio Cartonio 9              |                       | Tonio Cartonio |                                     |
| 46      | 37  | 6 gennaio 2003                              | Il cucciolo scomparso                      | Farfalle              | Tonio Cartonio, Strega Salamandra, Gnoma Linfa, Gnomo Ronfo |                                     |
| 47      | 38  | 7 gennaio 2003                              | Fratello lupo                              | Fratelli              | Tonio Cartonio, Lupo Lucio, Balia Bea, Gnoma Linfa, Gnomo Ronfo |                                     |
| 48      | 39  | 8 gennaio 2003                              | Bullus bacillus                            | Prepotenza            | Tonio Cartonio, Orco Rubio, Lupo Lucio, Fata Lina | "Visti dalla luna"                  |
| 49      | 40  | 9 gennaio 2003                              | Al ballo con la strega                     | Scarpe                | Tonio Cartonio, Strega Salamandra, Principessa Odessa, Principe Giglio |                                     |
| 50      |     | 10 gennaio 2003                             | Il diario di Tonio Cartonio 10             |                       | Tonio Cartonio |                                     |
| 51      | 41  | 13 gennaio 2003                             | Anello d'amore                             | Anelli                | Tonio Cartonio, Strega Salamandra, Principessa Odessa, Balia Bea |                                     |
| 52      | 42  | 14 gennaio 2003                             | La strega scienziata                       | Mestieri              | Tonio Cartonio, Gnoma Linfa, Gnomo Ronfo, Strega Salamandra |                                     |
| 53      | 43  | 15 gennaio 2003                             | Il condimento migliore                     | Fame                  | Tonio Cartonio, Cuoco Basilio, Lupo Lucio, Principessa Odessa | "Segui il lupo"                     |
| 54      | 44  | 16 gennaio 2003                             | Lo scheletro del pirata                    | Scheletri             | Tonio Cartonio, Fata Lina, Lupo Lucio, Principe Giglio |                                     |
| 55      |     | 17 gennaio 2003                             | Il diario di Tonio Cartonio 11             |                       | Tonio Cartonio |                                     |
| 56      | 45  | 20 gennaio 2003                             | Una città da strega                        | Città                 | Nina Corteccia, Strega Salamandra, Lupo Lucio, Principe Giglio |                                     |
| 57      | 46  | 21 gennaio 2003                             | Un lupo perfetto                           | Istinto               | Tonio Cartonio, Lupo Lucio, Genio Abù Zazà, Principessa Odessa |                                     |
| 58      | 47  | 22 gennaio 2003                             | Le parolacce                               | Parolacce             | Tonio Cartonio, Fata Lina, Lupo Lucio, Strega Salamandra | "Le parolacce"                      |
| 59      | 48  | 23 gennaio 2003                             | Il plasticorno                             | Plastica              | Tonio Cartonio, Orco Rubio, Genio Abù Zazà, Fata Lina |                                     |
| 60      |     | 24 gennaio 2003                             | Il diario di Tonio Cartonio 12             |                       | Tonio Cartonio |                                     |
| 61      | 49  | 27 gennaio 2003                             | Il potere della magia                      | Magia                 | Tonio Cartonio, Fata Lina, Strega Salamandra, Genio Abù Zazà |                                     |
| 62      | 50  | 28 gennaio 2003                             | La regina delle nevi                       | Ghiaccio              | Tonio Cartonio, Gnoma Linfa, Gnomo Ronfo, Fata Lina |                                     |
| 63      | 51  | 29 gennaio 2003                             | L'incantesimo sbagliato                    | Individualità         | Nina Corteccia, Gnoma Linfa, Gnomo Ronfo, Fata Lina, Genio Abù Zazà | "Poco a poco"                       |
| 64      | 52  | 30 gennaio 2003                             | Un tesoro per Ronfo                        | Avidità               | Tonio Cartonio, Gnoma Linfa, Gnomo Ronfo, Genio Abù Zazà |                                     |
| 65      |     | 31 gennaio 2003                             | Il diario di Tonio Cartonio 13             |                       | Tonio Cartonio |                                     |
| 66      | 53  | 3 febbraio 2003                             | Drago Focus, il terribile                  | Risorse               | Tonio Cartonio, Principe Giglio, Fata Lina, Lupo Lucio |                                     |
| 67      | 54  | 4 febbraio 2003                             | La principessa e la bestia                 | Teatro                | Tonio Cartonio, Principessa Odessa, Principe Giglio, Lupo Lucio |                                     |
| 68      | 55  | 5 febbraio 2003                             | Le carte del tempo                         | Tempo                 | Tonio Cartonio, Gnoma Linfa, Gnomo Ronfo, Principessa Odessa | "Il tempo del tempo"                |
| 69      | 56  | 6 febbraio 2003                             | Una genia in arrivo                        | Rivalità              | Tonio Cartonio, Strega Salamandra, Fata Lina, Genio Abù Zazà |                                     |
| 70      |     | 7 febbraio 2003                             | Il diario di Tonio Cartonio 14             |                       | Tonio Cartonio |                                     |
| 71      | 57  | 10 febbraio 2003                            | Un lupo a sorpresa                         | Travestimenti         | Tonio Cartonio, Lupo Lucio, Balia Bea, Principessa Odessa |                                     |
| 72      | 58  | 11 febbraio 2003                            | Una corona per Ronfo                       | Superbia              | Tonio Cartonio, Gnoma Linfa, Gnomo Ronfo, Principessa Odessa |                                     |
| 73      | 59  | 12 febbraio 2003                            | Le buone notizie                           | Posta                 | Nina Corteccia, Strega Salamandra, Genio Abù Zazà, Principe Giglio | "Scrivimi, scrivimi..."             |
| 74      | 60  | 13 febbraio 2003                            | Gli amici dell'orco                        | Amicizia              | Tonio Cartonio, Gnoma Linfa, Gnomo Ronfo, Orco Rubio |                                     |
| 75      |     | 14 febbraio 2003                            | Il diario di Tonio Cartonio 15             |                       | Tonio Cartonio |                                     |
| 76      | 61  | 17 febbraio 2003                            | La pallamondo                              | Continenti            | Tonio Cartonio, Genio Abù Zazà, Strega Salamandra, Gnoma Linfa, Gnomo Ronfo |                                     |
| 77      | 62  | 18 febbraio 2003                            | Il libro frattato                          | Cibi e letture        | Tonio Cartonio, Balia Bea, Cuoco Basilio, Principessa Odessa |                                     |
| 78      | 63  | 19 febbraio 2003                            | La nuvolanoia                              | Malumore              | Tonio Cartonio, Gnoma Linfa, Gnomo Ronfo, Lupo Lucio | "Il cielo del cuore"                |
| 79      | 64  | 20 febbraio 2003                            | Il filtro stregato                         | Gelosia               | Tonio Cartonio, Orco Rubio, Principessa Odessa, Principe Giglio |                                     |
| 80      |     | 21 febbraio 2003                            | Il diario di Tonio Cartonio 16             |                       | Tonio Cartonio |                                     |
| 81      | 65  | 24 febbraio 2003                            | L'orco Invisibile                          | Invisibilità          | Tonio Cartonio, Orco Rubio, Lupo Lucio, Balia Bea |                                     |
| 82      | 66  | 25 febbraio 2003                            | Il più coraggioso                          | Paura                 | Tonio Cartonio, Gnoma Linfa, Gnomo Ronfo, Orco Rubio, Principe Giglio |                                     |
| 83      | 67  | 26 febbraio 2003                            | La paga della strega                       | Denaro                | Nina Corteccia, Gnoma Linfa, Gnomo Ronfo, Strega Salamandra | "Soldini sonanti"                   |
| 84      | 68  | 27 febbraio 2003                            | Calibosco e Fantacanto                     | Geografia             | Tonio Cartonio, Principe Giglio, Orco Rubio, Principessa Odessa |                                     |
| 85      |     | 28 febbraio 2003                            | Il diario di Tonio Cartonio 17             |                       | Tonio Cartonio |                                     |
| 86      | 69  | 3 marzo 2003                                | Il principe con gli stivali                | Lingue                | Tonio Cartonio, Principe Giglio, Strega Salamandra, Orco Rubio |                                     |
| 87      | 70  | 4 marzo 2003                                | La pecorite                                | Pecore                | Tonio Cartonio, Lupo Lucio, Strega Salamandra, Balia Bea |                                     |
| 88      | 71  | 5 marzo 2003                                | Senza femmine, senza maschi                | Femmine e maschi      | Nina Corteccia, Fata Lina, Genio Abù Zazà, Orco Rubio | "Femmine e maschi stan ben insieme" |
| 89      | 72  | 6 marzo 2003                                | L'alveare nero                             | Permalosità           | Tonio Cartonio, Lupo Lucio, Genio Abù Zazà, Principe Giglio |                                     |
| 90      |     | 7 marzo 2003                                | Il diario di Tonio Cartonio 18             |                       | Tonio Cartonio |                                     |
| 91      | 73  | 10 marzo 2003                               | Gipo Magister                              | Scuola                | Tonio Cartonio, Gipo Scribantino, Orco Rubio, Genio Abù Zazà |                                     |
| 92      | 74  | 11 marzo 2003                               | Mal di strega                              | Malattie              | Tonio Cartonio, Strega Salamandra, Principessa Odessa, Genio Abù Zazà |                                     |
| 93      | 75  | 12 marzo 2003                               | Libro delle mie brame                      | Libri                 | Tonio Cartonio, Fata Lina, Strega Salamandra, Orco Rubio | "Un libro per amico"                |
| 94      | 76  | 13 marzo 2003                               | Il ritorno di Grifo Malvento               | Guerra                | Tonio Cartonio, Gnoma Linfa, Gnomo Ronfo, Genio Abù Zazà, Lupo Lucio |                                     |
| 95      |     | 14 marzo 2003                               | Il diario di Tonio Cartonio 19             |                       | Tonio Cartonio |                                     |
| 96      | 77  | 17 marzo 2003                               | Il genio della scatola                     | Computer              | Tonio Cartonio, Strega Salamandra, Genio Abù Zazà, Lupo Lucio |                                     |
| 97      | 78  | 18 marzo 2003                               | L'amico invisibile                         | Amici immaginari      | Tonio Cartonio, Orco Rubio, Principessa Odessa, Strega Salamandra |                                     |
| 98      | 79  | 19 marzo 2003                               | Il saltabosco                              | Ballo                 | Tonio Cartonio, Orco Rubio, Lupo Lucio, Fata Lina | "Il Saltabosco"                     |
| 99      | 80  | 20 marzo 2003                               | Una fata per capello                       | Capelli               | Tonio Cartonio, Fata Lina, Genio Abù Zazà, Principe Giglio |                                     |
| 100     |     | 21 marzo 2003                               | Il diario di Tonio Cartonio 20             |                       | Tonio Cartonio |                                     |
| 101     | 81  | 24 marzo 2003                               | Il famelico cestino                        | Giochi di magia       | Tonio Cartonio, Lupo Lucio, Cuoco Basilio, Balia Bea |                                     |
| 102     | 82  | 25 marzo 2003                               | Un lupo con le ali                         | Volo e uccelli        | Tonio Cartonio, Lupo Lucio, Genio Abù Zazà, Orco Rubio |                                     |
| 103     | 83  | 26 marzo 2003                               | Il principe lupo                           | Sciupafiabe           | Tonio Cartonio, Gnoma Linfa, Gnomo Ronfo, Lupo Lucio | "Sciupafiabe!"                      |
| 104     | 84  | 27 marzo 2003                               | I cugini del principe                      | Cugini                | Tonio Cartonio, Orco Rubio, Principe Giglio, Principessa Odessa |                                     |
| 105     |     | 28 marzo 2003                               | Il diario di Tonio Cartonio 21             |                       | Tonio Cartonio |                                     |
| 106     | 85  | 31 marzo 2003                               | Un lupo in prestito                        | Fiabe                 | Tonio Cartonio, Lupo Lucio, Principessa Odessa, Principe Giglio |                                     |
| 107     | 86  | 1 aprile 2003                               | Il francobollo dell'anno                   | Francobolli           | Tonio Cartonio, Strega Salamandra, Lupo Lucio, Principe Giglio |                                     |
| 108     | 87  | 2 aprile 2003                               | Canto d'incanto                            | Canto                 | Nina Corteccia, Gnoma Linfa, Gnomo Ronfo, Principessa Odessa, Fata Lina | "Canto d'incanto"                   |
| 109     | 88  | 3 aprile 2003                               | Occhio per occhio                          | Escalation            | Tonio Cartonio, Orco Rubio, Principe Giglio, Genio Abù Zazà |                                     |
| 110     |     | 4 aprile 2003                               | Il diario di Tonio Cartonio 22             |                       | Tonio Cartonio |                                     |
| 111     | 89  | 7 aprile 2003                               | Gli occhiali di Gipo                       | Occhiali              | Tonio Cartonio, Gnoma Linfa, Gnomo Ronfo, Gipo Scribantino |                                     |
| 112     | 90  | 8 aprile 2003                               | Una fidanzata per Cobrillo                 | Serpenti              | Tonio Cartonio, Genio Abù Zazà, Lupo Lucio, Fata Lina |                                     |
| 113     | 91  | 9 aprile 2003                               | Le qualità nascoste                        | Apparenza / sostanza  | Tonio Cartonio, Strega Salamandra, Fata Lina, Orco Rubio | "Gli orchi non hanno cuore"         |
| 114     | 92  | 10 aprile 2003                              | Sciroppo di strega                         | Dolci                 | Tonio Cartonio, Strega Salamandra, Cuoco Basilio, Balia Bea |                                     |
| 115     |     | 11 aprile 2003                              | Il diario di Tonio Cartonio 23             |                       | Tonio Cartonio |                                     |
| 116     | 93  | 14 aprile 2003                              | La strega poetessa                         | Ammirazione           | Nina Corteccia, Gnoma Linfa, Gnomo Ronfo, Strega Salamandra |                                     |
| 117     | 94  | 15 aprile 2003                              | Gli gnomi bambini                          | Balie                 | Tonio Cartonio, Gnoma Linfa, Gnomo Ronfo, Orco Rubio, Balia Bea |                                     |
| 118     | 95  | 16 aprile 2003                              | Il segreto di Fata Lina (puntata speciale) | Molestie sessuali     | Tonio Cartonio, Fata Lina, Strega Salamandra, Lupo Lucio | "Le fate"                           |
| 119     | 96  | 17 aprile 2003                              | Come Cenerentola                           | Cenerentola           | Tonio Cartonio, Fata Lina, Principessa Odessa, Principe Giglio |                                     |
| 120     |     | 18 aprile 2003                              | Il diario di Tonio Cartonio 24             |                       | Tonio Cartonio |                                     |
| 121     | 97  | 21 aprile 2003                              | Le bibite divertenti                       | Latte Alimentazione   | Tonio Cartonio, Strega Salamandra, Fata Lina, Orco Rubio |                                     |
| 122     | 98  | 22 aprile 2003                              | L'orto magico                              | Ortaggi Alimentazione | Tonio Cartonio, Gnoma Linfa, Gnomo Ronfo, Principe Giglio |                                     |
| 123     | 99  | 23 aprile 2003                              | Chi mangia chi?                            | Carne Alimentazione   | Tonio Cartonio, Gnoma Linfa, Gnomo Ronfo, Lupo Lucio, Orco Rubio | "Fame da lupi"                      |
| 124     | 100 | 24 aprile 2003                              | Pane da principi                           | Pane Alimentazione    | Nina Corteccia, Cuoco Basilio, Principessa Odessa, Balia Bea |                                     |
| 125     |     | 25 aprile 2003                              | Il diario di Tonio Cartonio 25             | Alimentazione         | Tonio Cartonio |                                     |
| 126     | 101 | 28 aprile 2003                              | La montagna del fuoco                      | Vulcani               | Tonio Cartonio, Gnoma Linfa, Gnomo Ronfo, Principe Giglio |                                     |
| 127     | 102 | 29 aprile 2003                              | Una decisione difficile                    | Scelte                | Tonio Cartonio, Lupo Lucio, Fata Lina, Principe Giglio |                                     |
| 128     | 103 | 30 aprile 2003                              | Al posto della principessa                 | Capricci              | Tonio Cartonio, Gnoma Linfa, Gnomo Ronfo, Principessa Odessa, Strega Salamandra | "Tipiditappi"                       |
| 129     |     | 2 maggio 2003                               | Il diario di Tonio Cartonio 26             |                       | Tonio Cartonio |                                     |
| 130     | 104 | 5 maggio 2003                               | I nomi perduti                             | Nomi                  | Tonio Cartonio, Fata Lina, Principe Giglio, Genio Abù Zazà |                                     |
| 131     | 105 | 6 maggio 2003                               | La conchiglia della verità                 | Bugie                 | Tonio Cartonio, Gnoma Linfa, Gnomo Ronfo, Fata Lina |                                     |
| 132     | 106 | 7 maggio 2003                               | Universo diverso                           | Diverse abilità       | Nina Corteccia, Lupo Lucio, Principessa Odessa, Principe Giglio | "Le 5 finestre"                     |
| 133     | 107 | 8 maggio 2003                               | Robin Lucio                                | Robin Hood            | Tonio Cartonio, Lupo Lucio, Gnoma Linfa, Gnomo Ronfo, Principe Giglio |                                     |
| 134     |     | 9 maggio 2003                               | Il diario di Tonio Cartonio 27             |                       | Tonio Cartonio |                                     |
| 135     | 108 | 2 giugno 2003                               | La fuga del cuoco                          | Olfatto e gusto       | Tonio Cartonio, Cuoco Basilio, Principessa Odessa, Orco Rubio |                                     |
| 136     | 109 | 3 giugno 2003                               | La sciarpa stregata                        | Seta                  | Tonio Cartonio, Principessa Odessa, Strega Salamandra, Genio Abù Zazà |                                     |
| 137     | 110 | 4 giugno 2003                               | Lo gnomo dentista                          | Denti                 | Tonio Cartonio, Orco Rubio, Fata Lina, Genio Abù Zazà | "Amico dentifricio"                 |
| 138     | 111 | 5 giugno 2003                               | Un desiderio al giorno                     | Desideri              | Nina Corteccia, Genio Abù Zazà, Lupo Lucio, Fata Lina |                                     |
| 139     |     | 6 giugno 2003                               | Il diario di Tonio Cartonio 28             |                       | Tonio Cartonio |                                     |
| 140     | 112 | 9 giugno 2003                               | Croccante pinoli e pazienza                | Pazienza              | Tonio Cartonio, Cuoco Basilio, Principessa Odessa, Genio Abù Zazà |                                     |
| 141     | 113 | 10 giugno 2003                              | Il principe di mare                        | Navigazione           | Nina Corteccia, Principe Giglio, Lupo Lucio, Principessa Odessa |                                     |
| 142     | 114 | 11 giugno 2003                              | La danza stregata                          | Incantesimi           | Tonio Cartonio, Strega Salamandra, Principessa Odessa, Fata Lina | "Ballala la danza"                  |
| 143     | 115 | 12 giugno 2003                              | Cucina Bianca e Cucina Nera                | Cucina                | Tonio Cartonio, Cuoco Basilio, Strega Salamandra, Orco Rubio |                                     |
| 144     |     | 13 giugno 2003                              | Il diario di Tonio Cartonio 29             |                       | Tonio Cartonio |                                     |

## Una sorpresa per il Re
Prima TV ita: 29 dicembre 2002 in prima serata alle ore 20:50
Personaggi: Tonio, Nina, Linfa, Ronfo, Re Quercia, Fata Lina, Strega Salamandra, Principessa Odessa, Principe Giglio, Cuoco Basilio, Balia Bea, Genio Abù Zazà, Lupo Lucio, Orco Rubio
Trama: È la sera speciale in cui i personaggi del Fantabosco faranno una grande sorpresa al loro sovrano Re Quercia, una festa di Natale. Tutti sono in trepidante attesa del ritorno di Tonio da Città Laggiù perché porterà con sé qualcosa di speciale e di insolito nel regno che sarà il fulcro della serata: infatti, è andato a procurare delle pellicole per proiettare un film nella sala del trono. Il folletto, però, sta tardando molto e questo incomincia a preoccupare tutti. Inoltre, il re risulta sparito dalla reggia, cosa che alimenta sempre più mistero nel Fantabosco. 
Alla fine tutto si risolverà per il meglio: Re Quercia viene accolto per la prima volta nel chiosco di Tonio da tutti i suoi sudditi, quindi, si dirigono tutti al castello per poter vedere il film portato da Tonio, nel frattempo rientrato da Città Laggiù, e al termine della proiezione sono tutti invitati a mangiare la squisita torta di Cuoco Basilio preparata per l'occasione.
Canzone: Chiamala pure festa
Al termine della puntata venne trasmesso il film d'animazione Kirikù e la strega Karabà.